# 12R busz (Szeged)
A szegedi 12R jelzésű autóbusz Tarján, Víztorony tér és az Ikarus Szegedi Gyára között közlekedett.

## Története
12R
A 12R járat a Tarján, Víztorony tér és az Ikarus Szegedi Gyára között közlekedett 1985-ben.
12-es
Az „R” betű elhagyásával a járat jelzése 12-es lett 1996-ban.[forrás?] A 12R járat 2004. július 2-án járt utoljára. Legutolsó menetrendje szerint munkanapokon Tarján, Víztorony térről 4.45-kor, 5.20-kor, 6.00-kor, 6.20-kor, 7.00-kor és 21.30-kor, míg az Ikarustól 5.38-kor, 6.20-kor, 14.20-kor, 15.45-kor (ez a járat csak a hetek utolsó munkanapja kivételével munkanapokon közlekedett), 16.15-kor és 22.20-kor indult.

## Útvonala
| Ikarus Szegedi Gyára felé | Tarján, Víztorony tér felé |
| --- | --- |
| Tarján, Víztorony tér vá. – Budapesti körút – József Attila sugárút – Nagykörút – Kossuth Lajos sugárút – Izabella híd – Dorozsmai út – Fonógyári út – Ikarus Szegedi Gyára vá. | Ikarus Szegedi Gyára vá. – Fonógyári út – Dorozsmai út – Izabella híd – Kossuth Lajos sugárút – Nagykörút – József Attila sugárút – Budapesti körút – Tarján, Víztorony tér vá. |

## Megállóhelyei
Megállóhelyei 1997-ben, 1999-ben és 2004-ben:
| 0  | 0,0 | Tarján, Víztorony tér végállomás | 6,5 | 16 |
| 1  | 0,4 | Tarján Bisztró                   | 6,1 | 15 |
| 2  | 1,1 | Retek utca                       | 5,4 | 14 |
| ∫  | ∫   | Postás Művelődési Ház            | 4,8 | 11 |
| 5  | 1,7 | Felszabadulás Tsz.               | ∫   | ∫  |
| 6  | 2,4 | Csongrádi sugárút                | 4,2 | 10 |
| 7  | 2,9 | Hétvezér utca                    | 3,6 | 9  |
| 8  | 3,1 | Rókusi Általános Iskola          | 3,2 | 8  |
| 10 | 3,8 | Ruhagyár                         | 2,7 | 6  |
| 11 | 4,4 | Rókus, vasútállomás bejárati út  | 2,2 | 5  |
| 14 | 5,6 | Fonógyári út                     | 0,6 | 2  |
| 15 | 6,0 | Patyolat                         | 0,3 | 1  |
| 16 | 6,4 | Ikarus Szegedi Gyára végállomás  | 0,0 | 0  |